# Asipoŭka
Asipoŭka (vitryska: Асіпоўка) är ett vattendrag i Belarus.   Det ligger i voblasten Brests voblast, i den västra delen av landet, 300 kilometer sydväst om huvudstaden Minsk.